# Aeroportul W. K. Kellogg
Aeroportul W. K. Kellogg (IATA: BTL, ICAO: KBTL, FAA LID: BTL) este un aeroport din Michigan, Statele Unite ale Americii ce deservește zona Battle Creek. Aeroportul a fost tranzitat în 2019 de 10 pasageri.
Situat la o altitudine de 290 m, aeroportul dispune de 3 piste.

## Infrastructură

### Piste
Aeroportul dispune de 3 piste: 
- pista 05L/23R din asfalt, cu dimensiunile 10.004 picioare × 150 picioare
- pista 05R/23L din asfalt, cu dimensiunile 4.100 picioare × 75 picioare
- pista 13/31 din asfalt, cu dimensiunile 4.835 picioare × 100 picioare